# J. K. Simmons
Jonathan Kimble "J. K." Simmons (sinh ngày 9 tháng 1 năm 1955) là một nam diễn viên người Mỹ, được coi là một trong những diễn viên có nhân vật xuất sắc nhất trong thế hệ của ông. Ông đã xuất hiện trong hơn 200 bộ phim và vai diễn truyền hình kể từ khi ra mắt vào năm 1986. Ông là người nhận được nhiều giải thưởng khác nhau, bao gồm Giải thưởng Viện hàn lâm, Giải thưởng Điện ảnh của Viện Hàn lâm Anh, Giải thưởng của Hiệp hội Diễn viên Màn ảnh và Giải vàng Giải thưởng Quả cầu.
Các vai diễn điện ảnh của ông bao gồm J. Jonah Jameson trong bộ ba Spider-Man của Sam Raimi (2002–2007), giám đốc điều hành ngành công nghiệp thuốc lá BR trong Thank You for Smoking (2006), Mac MacGuff trong Juno (2007), giảng viên âm nhạc Terence Fletcher trong Whiplash (2014), ông đã giành được Giải Oscar cho Nam diễn viên phụ xuất sắc nhất , Bill trong La La Land (2016), Ủy viên James Gordon trong phim Vũ trụ mở rộng DC Justice League (2017) và William Frawley trong Being the Ricardos (2021), ông đã nhận được một đề cử khác cho Giải Oscar cho Nam diễn viên phụ xuất sắc nhất. Ông đã thể hiện lại vai Jameson của mình trên nhiều phương tiện truyền thông Marvel không liên quan đến bộ ba Raimi, bao gồm nhiều loạt phim hoạt hình, các bộ phim thuộc Vũ trụ Điện ảnh Marvel Spider-Man: Far From Home (2019) và Spider-Man: No Way Home (2021), loạt phim web The Daily Bugle (2019–2022) và phim Vũ trụ Người nhện của Sony Venom: Let There Be Carnage (2021).
Trên truyền hình, ông được biết đến khi đóng vai Tiến sĩ Emil Skoda trong loạt phim Law & Order của NBC, tù nhân cực đoan da trắng Vernon Schillinger trong loạt phim Oz của HBO và Trợ lý cảnh sát trưởng Will Pope trong phim The Closer của TNT. Từ năm 2017 đến năm 2019, ông đóng vai Howard Silk trong loạt phim Starz Counterpart. Ông cũng đã xuất hiện trong một loạt quảng cáo cho Bảo hiểm Nông dân và đóng vai chính trong mùa thứ ba của loạt phim hài Brockmire của IFC. Vào năm 2020, ông ấy đã có những vai diễn định kỳ trong các miniseries Defending Jacob và The Stand. Năm 2022, ông đóng vai chính trong loạt phim khoa học viễn tưởng Night Sky trên Amazon Prime Video.
Là một nghệ sĩ lồng tiếng, ông được biết đến với việc lồng tiếng cho Cave Johnson trong trò chơi điện tử Portal 2 (2011) và phiên bản phụ Aperture Desk Job (2022), Tenzin trong The Legend of Korra (2012–2014), Stanford "Ford" Pines trong Gravity Falls (2015–2016), Kai trong Kung Fu Panda 3 (2016), Thị trưởng Leodore Lionheart trong Zootopia (2016), nhân vật chính trong Klaus (2019), Pig Baby trong Phần 4 của loạt phim hoạt hình Infinity Train của HBO Max (2021) và Nolan "Omni-Man" Grayson trong loạt phim hoạt hình hành động Amazon Prime Video Invincible (2021). Ông là người lồng tiếng cho Yellow M&M từ năm 1996. Ông cũng lồng tiếng cho Captain Putty trong Chip 'N Dale: Rescue Rangers (2022).

## Tiểu sử
Jonathan Kimble Simmons sinh ngày 9 tháng 1, năm 1955 tại Grosse Pointe, Michigan, ngoại ô Detroit, con trai của Patricia (nhũ danh Kimble), một quản trị viên, và Donald William Simmons, một giáo viên trung học dạy nhạc. Năm 1965, khi lên 10, gia đình ông chuyển đến Worthington, Ohio. Năm 1973, Khi ông 18, họ chuyển đến Missoula, Montana, nơi cha của ông trở thành giám đốc the School of Music tại đại học Montana. The younger Simmons graduated from the University of Montana Simmons tốt nghiệp đại học Montana năm 1978 với chứng chỉ âm nhạc. Ông có thiên hướng âm nhạc và đã tham gia Phi Mu Alpha Sinfonia trước khi chuyển đến Seattle sau đó và trở thành thành viên của Seattle Repertory Theatre.

## Sự nghiệp

### Sân khấu Broadway
Trên sân khấu Broadway, ông đóng vai Benny Southstreet trong bản làm lại năm 1992 của Guys and Dolls. Năm 1994, ông hát cho nhiều vai trong vở Opera Das Barbecü. Ông cũng đóng vai Jigger trong bản làm lại của Carousel ở Houston Grand Opera và đóng vai chính trong bản Off-Broadway Birds of Paradise năm 1987.

### Phim và chương trình truyền hình
Simmons xuất hiện lần đầu tiên trong vai trò truyền hình hành động trực tiếp trong chương trình Popeye Doyle , xuất hiện với tư cách là một sĩ quan tuần tra. Năm tiếp theo, Simmons xuất hiện trên All My Children , với tư cách là một trung sĩ RCMP. Trong số các vai diễn đáng chú ý hơn của ông là Tiến sĩ Emil Skoda, một bác sĩ tâm thần của cảnh sát mà Simmons đã đóng ba trong số bốn hiện thân của Law & Order và New York Undercover , và tù nhân tân phát xít tàn bạo Vernon Schillinger trong bộ phim truyền hình về nhà tù Oz.
Ông đóng vai chính trong bộ phim kinh dị khoa học viễn tưởng Counterpart từ năm 2017 đến năm 2019, đóng hai vai Howard Silk và Howard Silk Prime.
Ông xuất hiện với vai Ralph Earnhardt, cha của tay đua xe hơi Dale Earnhardt , trong 3: The Dale Earnhardt Story , và cũng xuất hiện với vai Will Pope , Trợ lý Giám đốc LAPD , trong loạt phim The Closer . Trong chương trình raise Hope , ông đóng vai Bruce Chance, ông trai của Burt Chance. Trước khi tham gia Law & Order với vai Skoda, Simmons đã xuất hiện trong Homicide: Life on the Street , đóng vai một tên tội phạm trong một tập phim xuyên suốt của Law & Order . Các vai khác bao gồm vai của một vị tướng quân đội trong bộ phim sitcom truyền hình Arrested Development, và Dan the Barber trong siêu thựcNickelodeon loạt phim Cuộc phiêu lưu của Pete & Pete năm 1995.
Ông đã đóng vai BR trong bộ phim Thank You for Smoking (2005) và được khen ngợi cho màn thể hiện của ông trong Juno (2007) trong vai "Mac" McGuff, cha của nhân vật chính. Simmons đã đóng vai J. Jonah Jameson, tổng biên tập của tờ báo Daily Bugle , trong cả ba bộ phim Spider-Man của Sam Raimi, cũng như trong phần chuyển thể trò chơi điện tử mở rộng của Spider-Man 3. Năm 2008, ông đóng vai cấp trên của CIA trong Burn After Reading và xuất hiện trong Postal với tư cách Ứng cử viên Welles. Ông cũng xuất hiện trong I Love You, Man với tư cách là cha của nhân vật của Paul Rudd.
Trong suốt năm 2011 đến năm 2018, Simmons là diễn viên lồng tiếng chính cho loạt phim Adult Swim Robot Chicken. Simmons đã tham gia lồng tiếng cho một số nhân vật trong vài năm qua. Ví dụ, một trong những nhân vật mà ông đóng là Vernon Schillinger (năm 2011) trong một số tập. Vào năm 2011 và 2014, ông cũng đã gây bất ngờ cho người hâm mộ khi lồng tiếng cho Master Chief trong nhiều cảnh khác nhau trong suốt hai tập phim. Cuối cùng vào năm 2018, ông đã lồng tiếng cho J. Jonah Jameson được biết đến rộng rãi trong một tập phim.
Simmons đóng vai chính trong một số bộ phim do người bạn Jason Reitman sản xuất hoặc đạo diễn , bao gồm Thank You for Smoking , Juno , Up in the Air , và Jennifer's Body. Năm 2013, ông có một vai nhỏ là Ông Jervis trong bộ phim Ngày lao động của Reitman. Ông lồng tiếng cho Tenzin, một bậc thầy Khí thuật và là con trai của Aang và Katara , trong series Nickelodeon năm 2012 The Legend of Korra. Ông đóng vai luật sư mù "Mel Fisher" trong Growing Up Fisher. Từ năm 2015 đến năm 2016, ông lồng tiếng cho nhà khoa học Stanford Pines trong loạt phim hoạt hình Disney XD Gravity Falls.
Trong bộ phim truyền hình năm 2014 Whiplash, Simmons vào vai Terence Fletcher, một bandleader đòi hỏi khắt khe tại Nhạc viện Shaffer hư cấu, người bắt nạt và lừa dối học sinh của mình, Andrew Neiman (Miles Teller). Sự hoan nghênh rộng rãi cho màn trình diễn của Simmons bao gồm việc giành được giải Oscar cho Nam diễn viên phụ xuất sắc nhất. Rolling Stone nói "Đánh trống để nhận giải Oscar cho Simmons." Richard Roeper của Chicago Sun-Times cho biết "Simmons mang đến một trong những màn trình diễn đáng nhớ nhất trong năm." Entertainment Weekly tổng hợp phản ứng bằng cách nói rằng màn trình diễn của Simmons "đã được khen ngợi trên toàn thế giới" và ông đã "Nam diễn viên phụ xuất sắc nhất." Ngày 11 tháng 1 năm 2015, Simmons đã giành được Giải Quả cầu vàng cho Nam diễn viên phụ xuất sắc nhất - Phim điện ảnh, và ông tiếp tục giành được Giải Oscar cho Nam diễn viên phụ xuất sắc nhất vào ngày 22 tháng 2 năm 2015.
Tháng 1 năm 2015, Simmons được giao vai chính trong phim Kong: Skull Island, mặc dù sau đó ông và Michael Keaton đã rời khỏi bộ phim. Simmons đã thực hiện một số lượng đáng kể các vai trò lồng tiếng cùng với tác phẩm hành động trực tiếp của mình. Một số trong số này đã nảy sinh từ nhân vật J. Jonah Jameson của ông trong các bộ phim Người nhện của Raimi, bao gồm cả giọng nói của hai biên tập viên tờ báo trong các tập của mùa thứ mười tám của The Simpsons . Mặc dù không được đặt tên, những nhân vật này rõ ràng là nhằm mô phỏng Jameson (một người mang ngoại hình của Jameson, yêu cầu "những bức ảnh về Người Nhện", sau đó một lần được nhắc nhở rằng ông làm việc tại một tạp chí thơ, yêu cầu "những bài thơ về Người Nhện"). Tương tự như vậy, Simmons lồng tiếng cho tổng biên tập của một tờ báo (có ngoại hình và cách cư xử của Jameson) cho một tập năm 2013 của The Hub's Pound Puppies. Năm 2015, ông xuất hiện với vai người Đức xa xứ Sebastian trong bộ phim truyền hình Hy Lạp Worlds Apart. Năm 2016, Simmons đã lồng tiếng cho hai bộ phim hoạt hình, lồng tiếng cho nhân vật phản diện Kai trong Kung Fu Panda 3 và Thị trưởng Lionheart trong Zootopia.
Simmons đã thể hiện lại vai trò lồng tiếng của J. Jonah Jameson trong loạt phim hoạt hình The Avengers: Earth's Mightiest Heroes, Ultimate Spider-Man, Avengers Assemble và Hulk and the Agents of S.M.A.S.H. Trong phim của Reitman Young Adult, ông lồng tiếng cho ông chủ của nhân vật chính, thông qua một loạt thư thoại. Ông cũng lồng tiếng cho tướng Wade Eiling trong Justice League Unlimited. ông đã thu âm một audiobook cho Tom Clancy's Net Force: Point of Impact.
Năm 2016, Simmons đóng vai Trung sĩ Cảnh sát Watertown Jeffrey Pugliese trong bộ phim Patriots Day.
Năm 2017, Simmons đóng vai Ủy viên James Gordon trong phim Justice League của Joss Whedon, một phần của Vũ trụ Mở rộng DC (DCEU). Ông xuất hiện trở lại trong các cảnh quay lưu trữ cho Zack Snyder's Justice League, bản cắt của đạo diễn năm 2021. Simmons dự kiến sẽ đóng lại vai diễn này trong bộ phim Batgirl năm 2022 trước khi bị hủy bỏ. Ông tự lồng tiếng trong một số tập của SuperMansion.
Trong lĩnh vực quảng cáo truyền hình, Simmons được biết đến rộng rãi với vai trò lồng tiếng cho M&M áo vàng, một vai diễn mà ông đảm nhận từ năm 1996, thay thế cho John Goodman. ông cũng đã thực hiện công việc lồng tiếng cho dao cạo râu Norelco. Trong live-action, ông được giới thiệu là Giáo sư Nathaniel Burke của Đại học Nông dân trong các quảng cáo cho Nhóm bảo hiểm nông dân, kể từ năm 2010.
Năm 2017, Simmons có một vai khách mời trong SpongeBob SquarePants trong vai Conductor Maestro Mackerel cho một số tập.
Vào năm 2019, Simmons thể hiện lại vai diễn J. Jonah Jameson của mình trong bộ phim của Vũ trụ Điện ảnh Marvel (MCU) Spider-Man: Far From Home, với tư cách là một khách mời trong cảnh mid-credit. Ông là diễn viên thứ hai thể hiện cùng một nhân vật trong cả phim không thuộc MCU và MCU, sau Lou Ferrigno trong vai người lồng tiếng cho Hulk. Ông trở lại với vai diễn trong loạt web 2019 The Daily Bugle và các phim Venom: Let There Be Carnage và Spider-Man: No Way Home, cả hai đều được phát hành vào năm 2021.
Năm 2020, ông đóng vai khách mời Frank Dillman trong bộ phim sitcom Brooklyn Nine-Nine của cảnh sát. Ông cũng thuật lại bộ phim tài liệu loạt phim giới hạn của Netflix Coronavirus, Explained  và đồng đóng vai chính trong bộ phim hài / khoa học viễn tưởng Palm Springs được giới phê bình đánh giá cao , được công chiếu tại Liên hoan phim Sundance vào tháng 1 và trên Hulu vào tháng 7.
Từ năm 2014 đến năm 2020, Simmons lồng tiếng cho Lenny Turteltaub trong chương trình hoạt hình BoJack Horseman.
Năm 2021, Simmons lồng tiếng cho Omni-Man trong chương trình hoạt hình Invincible, đóng vai George Zax, Giám đốc điều hành của một công ty dược phẩm do gia đình sở hữu và điều hành trong phần thứ tư của Goliath, và cũng xuất hiện trong khoa học viễn tưởng quân sự phim The Tomorrow War.
Năm 2021, Simmons đóng vai William Frawley trong bộ phim Amazon Being the Ricardos, bộ phim mà ông đã nhận được đề cử giải Oscar lần thứ hai.

## Đời sống cá nhân
Simmons và vợ ông, Michelle Schumacher, có hai con: Joe và Olivia.
Simmons là một cổ động viên cuồng nhiệt của đội bóng chày Detroit Tigers. Ông tung cú đánh đầu tiên trong nghi lễ mở màn mùa giải mới cho Tigers ngày 6 tháng 4 năm 2015. Ông cũng từng đảm nhận vai diễn người quản lí Tigers trong For the love of the game(1999).
Ngoài ra, Simmons cũng đồng thời là cổ động viên của đội bóng bầu dục Ohio State Buckeyes.

## Danh sách phim
| Năm  | Tên phim           | Vai diễn           | Ghi chú |
| ---- | ------------------ | ------------------ | ------- |
| 2024 | Red One: Mật mã đỏ | Nick, Ông già Noel |         |